# North Yelm
North Yelm – jednostka osadnicza w Stanach Zjednoczonych, w stanie Waszyngton, w hrabstwie Thurston.